# Lac de Bastan inférieur
Le lac de Bastan inférieur est un lac pyrénéen français en vallée d'Aure en Haute-Bigorre, situé administrativement dans la commune de Vielle-Aure dans le département des Hautes-Pyrénées en région Occitanie.
Le lac a une superficie de 1,8 ha pour une altitude de 2 141 m, il atteint une profondeur de 13 m.

## Toponymie
Le terme Bastan est un terme générique de la vallée dans laquelle se situe le lac.

## Géographie

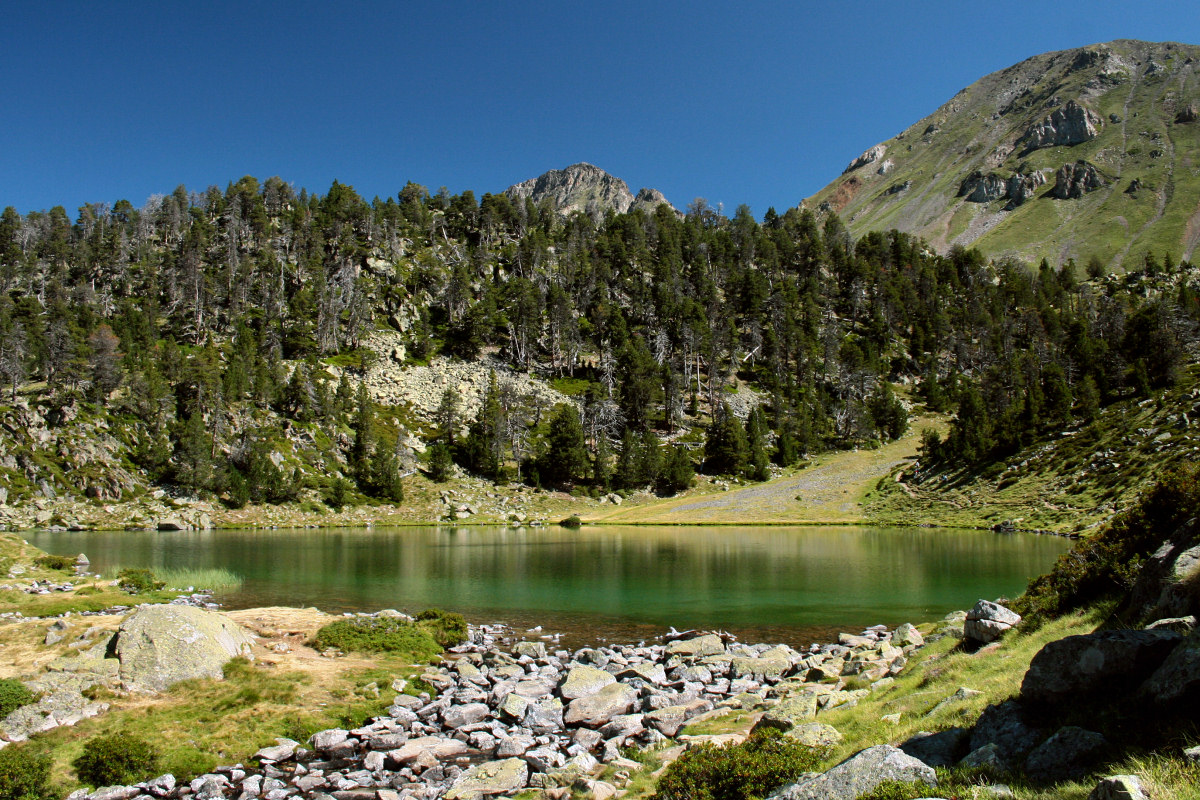
Vue du Lac et émissaire au premier plan (Ruisseau de Bastan).

Le lac de Bastan inférieur est un lac naturel d'altitude, d’origine glaciaire, perché à 2 141 mètres, dans le massif de l'Arbizon de la chaîne de montagnes des Pyrénées. Celui-ci est entouré par le pic de Bastan et le pic de Bastan d'Aulon, et domine le lac de l'Oule, situé juste en contrebas. À proximité du lac, se trouve aussi le refuge de Bastan.

### Topographie
| cost Goulière Vallon de Bastan | Lac de Bastan du Milieu Lac de Bastan supérieur | Pichaley Pic de Bastan d'Aulon            |
| cost Goulière Vallon de Bastan | lac de Bastan inférieur                         | Montarrouyes (domaine skiable d'Espiaube) |
| Ruisseau de Bastan             | Cabane de Bastan Lac de l'Oule                  | Montarrouyes (domaine skiable d'Espiaube) |

### Hydrologie
L'eau du lac provient des lacs de Bastan supérieur et du milieu. Le lac inférieur est beaucoup plus petit en termes de superficie comparé aux deux autres lacs de Bastan, puisqu'il mesure à peine 1,8 hectare, pour 13 mètres de profondeur.
Le ruisseau de Bastan découle du lac, pour s'écouler ensuite dans le lac de l'Oule.

### Géologie
Le lac de Bastan supérieur, le lac de Bastan du Milieu et le lac de Bastan inférieur sont des lacs glaciaires qui forment des lacs à chapelet.

## Faune et flore
Les eaux du lac accueillent de nombreuses truites fario, salmo trutta. Les environs du lac sont caractéristiques de la biocénose pyrénéenne, entourés de pins sylvestres pinus sylvestris ainsi que de pins à crochets, pinus mugo, de landes de rhododendrons, et de pelouses qui sont le refuge d'une multitude de passereaux, tels le rouge-queue, phoenicurus ochruros, venturon, carduelis citrinella, ou encore le pipit, motacillidae sp., cohabitant avec marmottes, marmota marmota, isards, rupicapra pyrenaica, et autres grands rapaces tels le gypaète barbu, gypaetus barbatus, ou le vautour percnoptère, neophron percnopterus.

Sélection de vues.
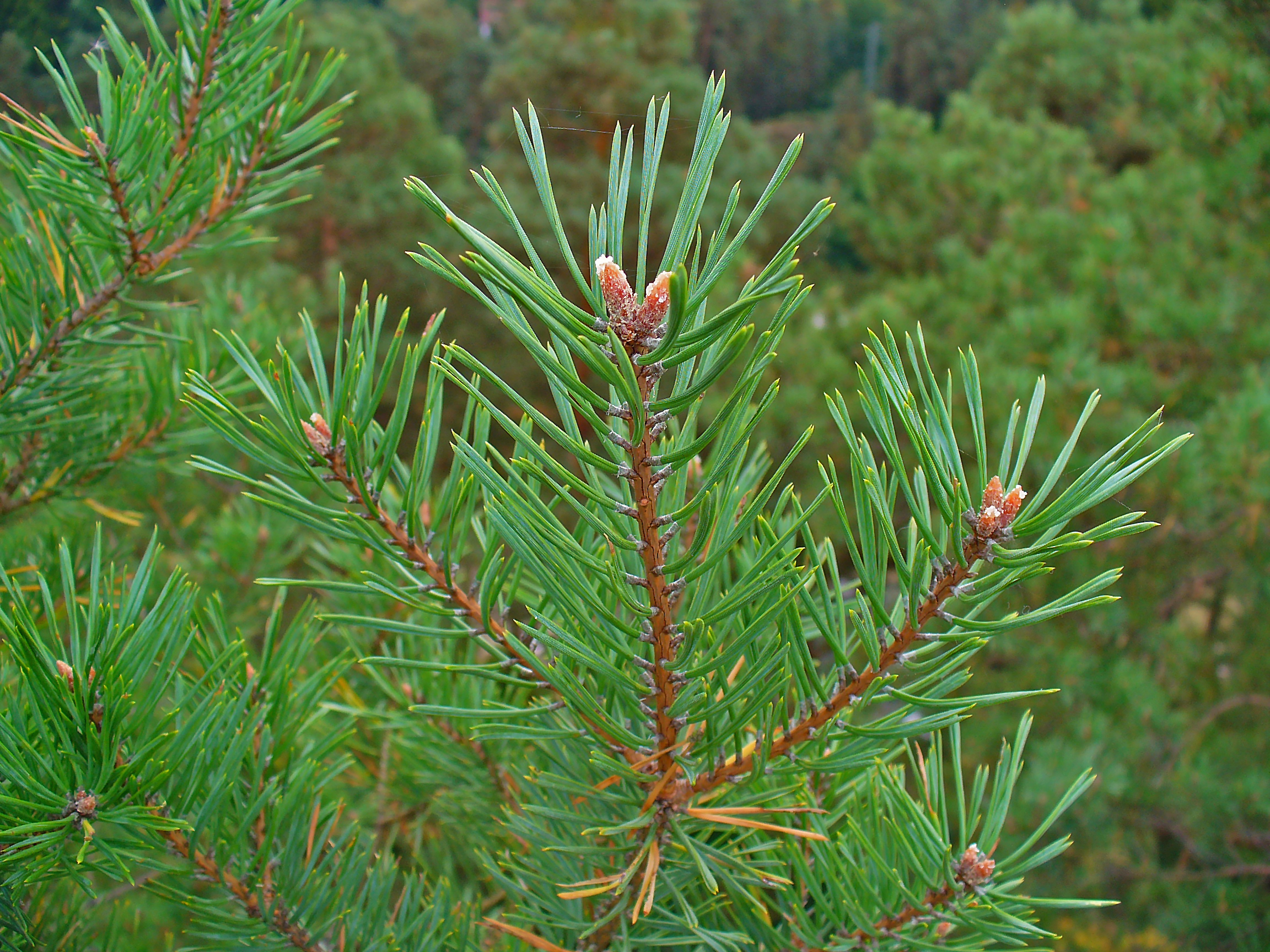
Pin sylvestre, Pinus sylvestris.
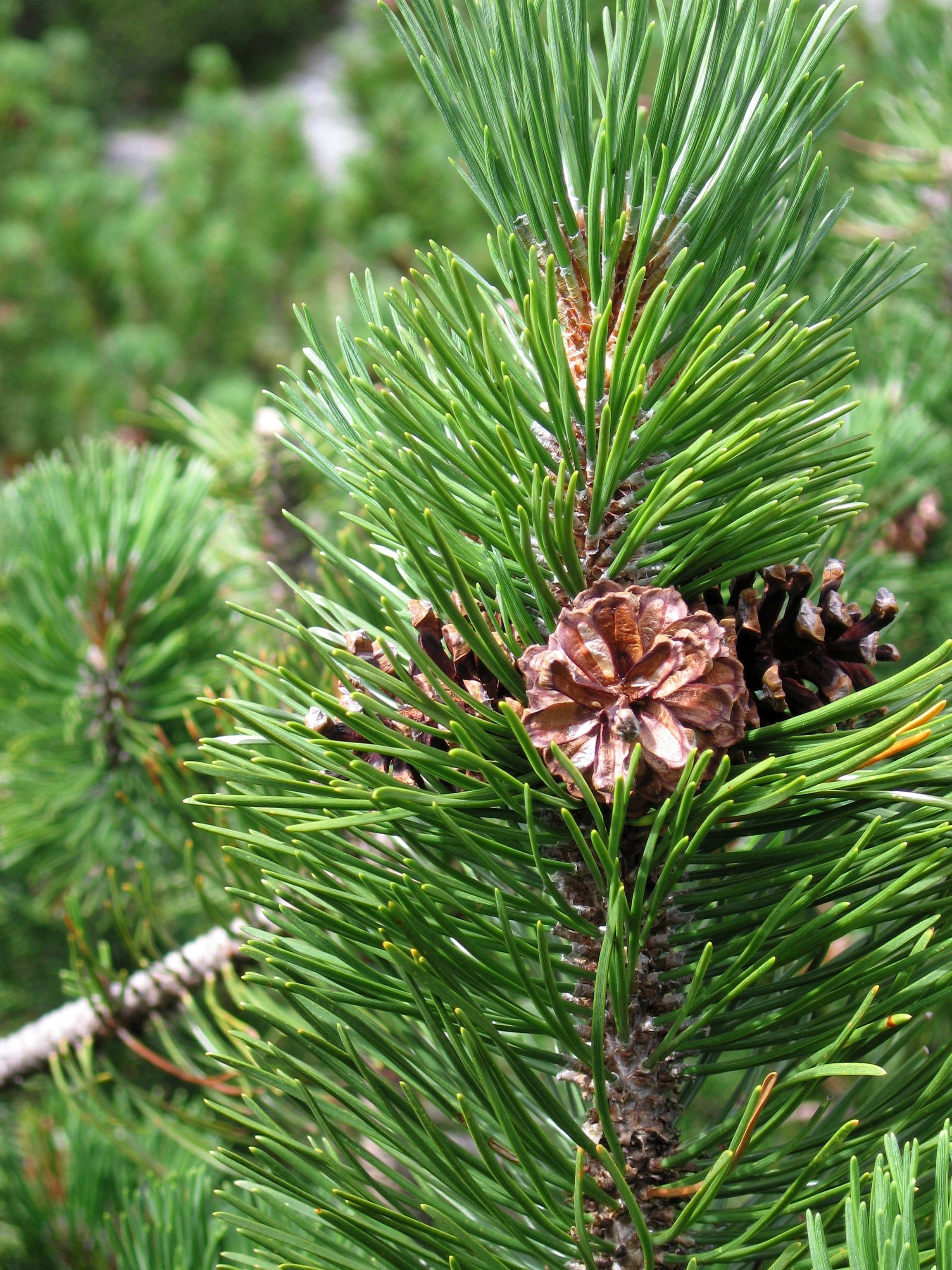
Pin à crochets, Pinus mugo (la réserve du Néouvielle possédant la plus haute forêt de pins à crochets d'Europe[4])
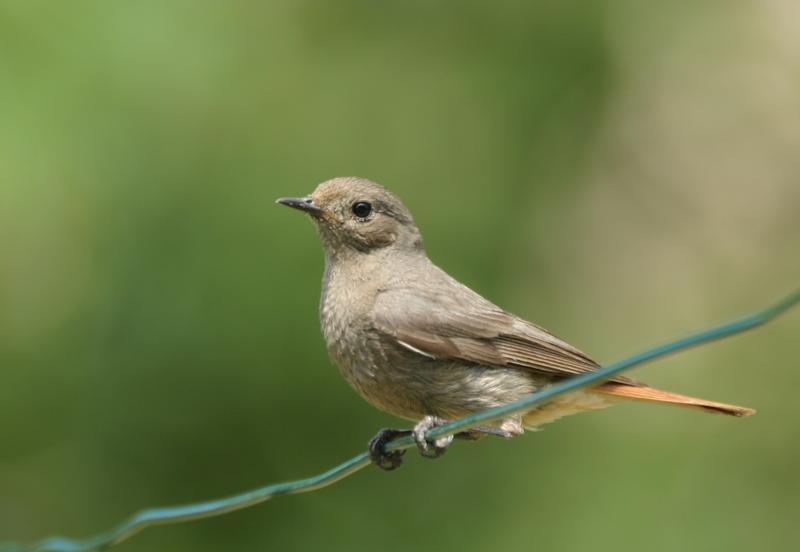
Rouge-queue noir, Phoenicurus ochruros.
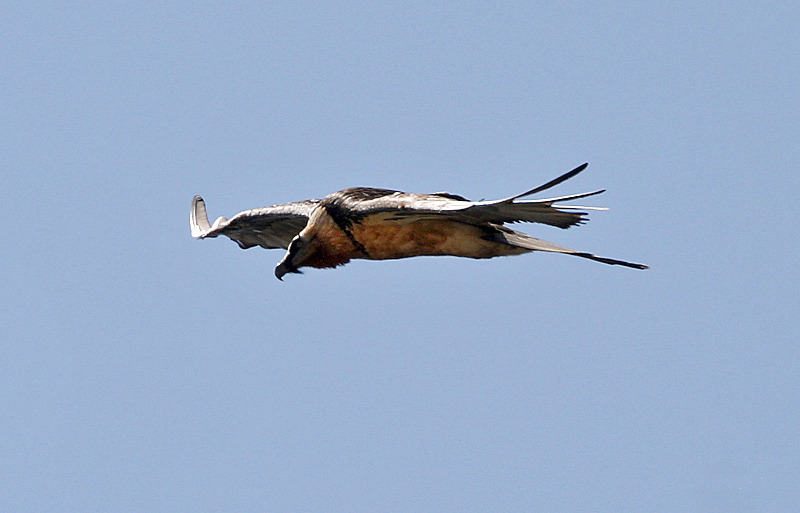
Gypaète barbu, Gypaetus barbatus, rapace des alentours du lac de Bastan inférieur.
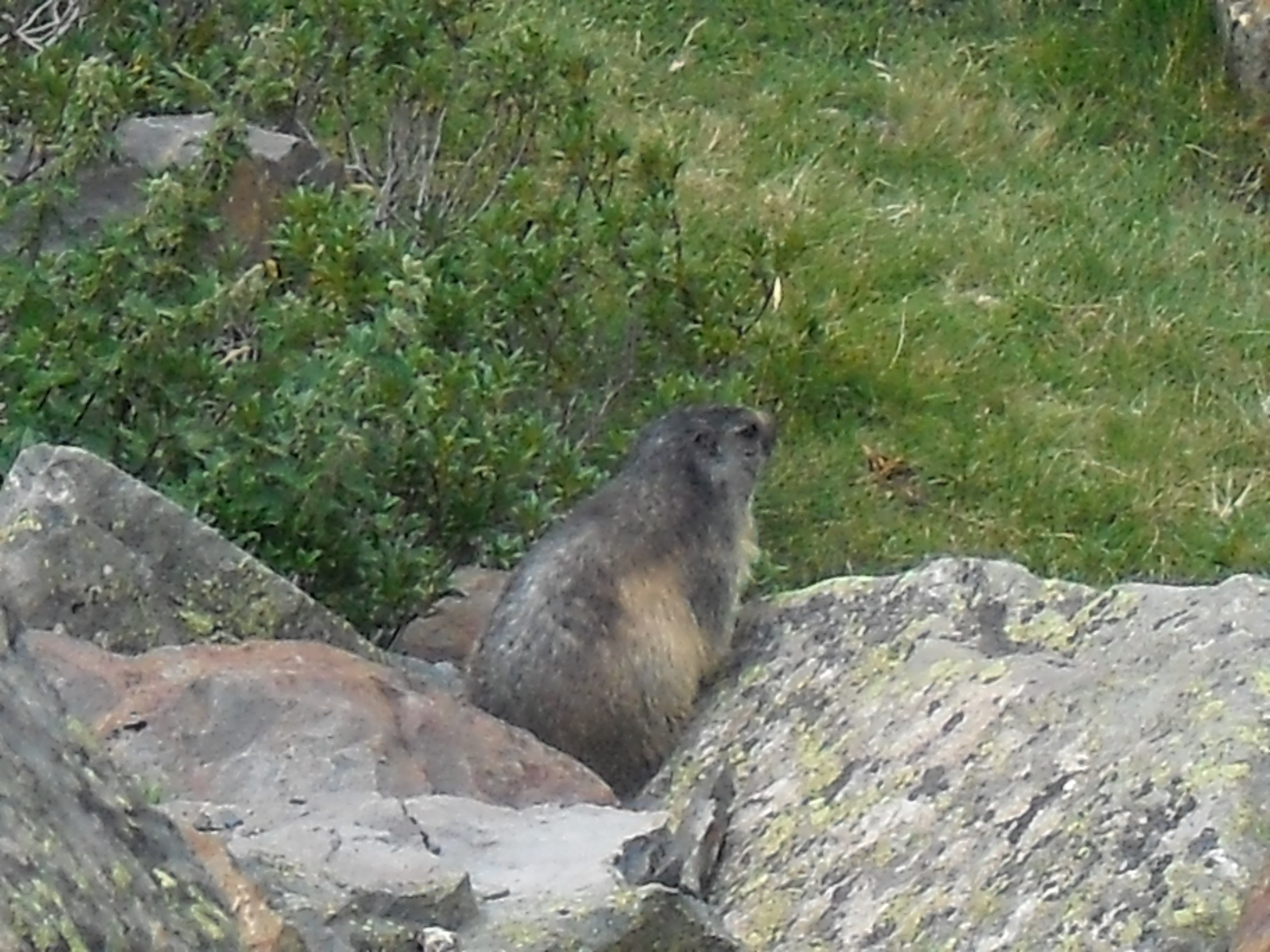
Marmotte, Marmota marmota.
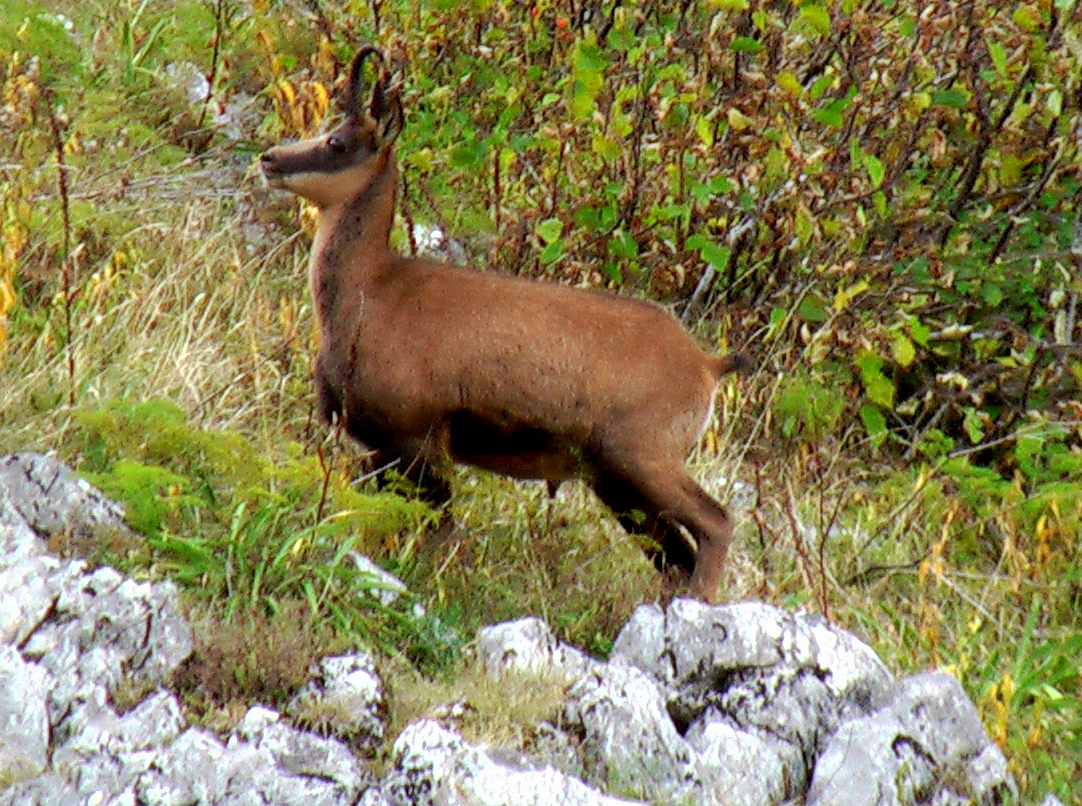
Isard, Rupicapra pyrenaica.

## Protection environnementale
Le lac fait partie d'une zone naturelle protégée, classée ZNIEFF de type 1 et de type 2.